# Тригеро, Роберто Роман
Роберто Роман Тригеро (исп. Roberto Román Triguero; 11 июля 1985, Мадрид) — испанский футболист, защитник клуба «Райо Вальекано».

## Биография
Первые шесть лет своей футбольной карьеры Тито провёл в составах небольших клубов районов Мадрида. Кроме этого, он выступал в клубе «Мальорка B» в Сегунде B) и Терсере.
31 июля 2009 года, воспользовавшись пунктом контракта, согласно которому он мог уйти из клуба бесплатно в любой другой клуб Сегунды. Роберто присоединился к столичному «Райо Вальекано» на 2 сезона. Позже соглашение было продлено до лета 2014 года.